# Exenterus orientalis
Exenterus orientalis là một loài tò vò trong họ Ichneumonidae.